# Villa de Ancasti
Ancasti es una localidad de la provincia argentina de Catamarca, cabecera del Departamento Ancasti y capital del municipio homónimo, Ancasti

## Población
Cuenta con 361 habitantes (Indec, 2010) lo que representa un incremento del 19% frente a los 305 habitantes (Indec, 2001) del censo anterior.
- Datos: Q30911518